# 第一代贝德福德公爵乔治·金雀花
乔治·金雀花，第一代贝德福德公爵（英語：George Plantagenet, 1st Duke of Bedford，1477年3月—1479年3月）英格兰国王爱德华四世和伊丽莎白·伍德维尔（Elizabeth Woodville）八个孩子中的第三个。1岁时（1478年）被授予贝德福德公爵头衔，2岁时感染鼠疫夭折，葬在温莎堡的圣乔治教堂。

## 备注
1. ↑  Lundy, Darryl. . The Peerage.   [15 October 2011]. （原始内容存档于2016-04-21）.[來源可靠？]